# Edwin Alderson
Edwin Alfred Hervey Alderson (Capel St. Mary, 8 aprile 1859 – Lowestoft, 14 dicembre 1927) è stato un generale britannico.
Durante la prima guerra mondiale venne posto in comando del Canadian Expeditionary Force durante la prima metà del conflitto ma si creò dei nemici tra i politici ed i militari d'élite canadesi e riportò numerose perdite durante le operazioni del 1915/16 che portarono poi al suo ritiro dal servizio attivo.
Malgrado l'opposizione incontrata, Alderson ebbe il pregio di aver trasformato le mal addestrate e poco preparate truppe canadesi a diventare dei soldati veterani che saranno il fondamento delle successive vittorie del crinale di Vimy e di altre gloriose imprese della Grande Guerra. Scrisse diversi libri sulla caccia e sullo yachting, passatempi che egli preferiva allo sviluppo degli sport a motore.

## Biografia

### I primi anni
Nato nel 1859 a Capel St. Mary, un villaggio del Suffolk, Edwin Alderson era il figlio del Tenente Colonnello Edward Mott Alderson e di sua moglie, Catherine Harriett Swainson. Egli frequentò la Ipswich School dal 1873 al 1876. All'età di 17 anni entrò come ufficiale nella Norfolk Artillery Militia ed a 19 venne trasferito al 1st Foot (poi Royal Scots Regiment), il 4 dicembre 1878. Venne trasferito nuovamente appena dieci giorni dopo, rimpiazzando un ufficiale promosso, nel reggimento di suo padre, il 97th Foot (poi divenuto il Queen's Own Royal West Kent Regiment). Seguendo il reggimento ad Halifax, Alderson venne trasferito poi a Gibilterra ed in Sudafrica dove venne agganciato al deposito della fanteria a cavallo di Laing's Nek.

### La fanteria a cavallo
Il Mounted Infantry Depot era un luogo ove i giovani ufficiali potevano rimanere per qualche tempo, formando una riserva sempre pronta di giovani ed educati ufficiali disponibili per incarichi di staff o di comando in maniera volontaria nelle campagne coloniali. Fu con questo incarico che Alderson combatté nella Prima guerra boera nel 1881 nel Transvaal. L'anno successivo, Alderson prestò servizio nella Guerra anglo-egiziana, combattendo nelle battaglie di Kassassin e di Tel-el-Kebir. Due anni dopo, Alderson venne unito al reggimento di fanteria a cammello durante la fallimentare spedizione che portò all'Assedio di Khartoum per recuperare il generale Charles George Gordon. Durante questa campagna, Alderson ottenne la medaglia di bronzo della Royal Humane Society per essersi gettato nel Nilo per ripescare un soldato che stava annegando. Per il servizio prestato in queste campagne, Alderson venne promosso al grado di Capitano e fu posto di stanza ad Aldershot con l'European Mounted Infantry Depot. In quello stesso anno egli sposò la figlia del vicario di Syresham, nel Northamptonshire, Alice Mary Sergeant.
I successivi dieci anni Alderson li trascorse negli incarichi dello staff e col suo vecchio reggimento in Inghilterra ed in Irlanda. Egli ebbe anche l'occasione di entrare nello Staff College, Camberley e nel 1896 venne inviato nel Mashonaland come comandante di un reggimento di truppe locali durante la Seconda guerra di Matabele. A seguito della conclusione vittoriosa della campagna, Alderson fece ritorno ad Aldershot e scrisse il suo primo libro, "With the Mounted Infantry and the Mashonaland Field Force, 1896", un racconto della guerra e delle tesi sull'uso tattico della fanteria a cavallo. Un secondo libro di tattiche militari Alderson lo scrisse nel 1898 col titolo The Counter-attack. Il suo terzo libro, "Pink and scarlet" venne pubblicato nel 1900 e verteva sulla relazione tra la caccia alla volpe e la cavalleria, connettendosi anche alle nuove tattiche introdotte nel campo della cavalleria. Nel 1908 pubblicò una serie di suoi appunti dal titolo Lessons from 100 notes made in peace and war.

### La Seconda guerra boera
Nel 1900, poco dopo lo scoppio della Seconda guerra boera, Alderson fece ritorno in Sudafrica per prendere il comando della fanteria a cavallo contro le forze boere. La sua esperienza nell'uso di quel corpo d'esercito lo rese l'ufficiale ideale per quel ruolo così come nelle guerriglie boere, ove gli inglesi riportarono non poche perdite a causa della mancanza di combattimenti in campo aperto, ma con la scelta degli avversari di un attacco mordi e fuggi. Alderson risultò fondamentale per la formazione della controtattica inglese ed utilizzò la sua brigata con grande effetto contro i boeri. Le sue forze erano al comando del valente ufficiale Edward Hutton, già General Oggicier Commandind della Canadian Militia, col quale intratterrà sempre un rapporto di grande amicizia.
Dal 1901, le innovazioni di Alderson risultarono positive in molte operazioni, prendendo parte alle battaglia di Paardeberg e Driefontein così come all'Assedio di Kimberley ed alla presa di Bloemfontein e Pretoria. Il risultato dei contributi di Alderson alla guerra fu la sua nomina a Brigadiere Generale, oltre alla ricezione del titolo di Compagno dell'Ordine del Bagno ed all'incarico cerimoniale di aiutante di campo della Regina Vittoria, che morì in quello stesso anno. Nel 1903 ottenne il comando della 2nd Infantry Brigade ad Aldershot e nel 1906 venne nuovamente promosso Maggiore Generale. Due anni più tardi Alderson venne posto al comando dell'6th Infantry Division di base a Poona, in India. Nel 1912 tornò in Inghilterra in semi-ritiro ed a mezza paga, iniziando a dedicarsi maggiormente alle proprie attività come la caccia, largamente praticata da lui nello Shropshire, ed applicandosi con entusiasmo allo yachting.

### La Prima guerra mondiale
Allo scoppio della prima guerra mondiale nell'estate del 1914, Alderson venne posto a capo della 1st Mounted Division e di tutte le truppe delle contee di Norfolk e Suffolk ma gli venne immediatamente richiesto di formare un nuovo contingente di truppe canadesi (il First Canadian Contingent) per via della sua esperienza in Sudafrica nel comando delle truppe del Canada. Personalmente selezionate da Sir Sam Hughes, Ministro canadese della Milizia, Alderson incontrò le prime leve canadesi nell'ottobre di quell'anno e subito entrò in conflitto col suo superiore. Hughes aveva insistito che il suo contingente non solo si trovava in ottime condizioni d'equipaggiamento ma che era anche pronto alla battaglia. Alderson, ad ogni modo, vedeva le prospettive in maniera nettamente differente, questionando spesso sulla scarsa qualità degli ufficiali e sulla loro nomina essenzialmente politica, oltre al basso allenamento e la totale inutilità sul campo dei Ross rifle, un nuovo tipo di fucile personalmente progettato da Hughes.
Alderson fece delle prove presso la Salisbury Plain nell'autunno di quell'anno e cacciò gli ufficiali nominati da Hughes che si fossero dimostrati inadatti al compito. Quando il rappresentante di Hughes in Inghilterra, il colonnello John Wallace Carson, giunse ad imporre la preferenza dei soldati canadesi nella brigata rispetto a quelli britannici, Alderso si rifiutò di applicare tale regola, il che gli pose contro sia Carson che Hughes. Carson scrisse al Primo Ministro canadese Robert Laird Borden che Alderson "non tratta i nostri soldati col pugno di ferro e col guanto di velluto come il loro speciale temperamento richiede".
Inviata in Francia nel febbraio del 1915, la Canadian Division venne per breve tempo inviata in trincea nelle aree periferiche della Battaglia di Neuve Chapelle prima di essere unita alla British 2nd Army al comando di Sir Horace Smith-Dorrien nel villaggio belga di Ypres. Fu davanti a Ypres che il 22 aprile le forze canadesi dovettero fronteggiare il più furioso attacco tedesco di quell'anno. Nel pomeriggio, alle 17.00 i tedeschi aprirono un tremendo fuoco contro le trincee francese e canadesi, il tutto peggiorato da un'insolita nebbia che rendeva impossibile distinguere amici e nemici, coprendo dunque anche l'avanzata tedesca. La nebbia in questione era cloro, gas venefico che venne qui usato per la prima volta nella guerra. Gli algerini delle forze francesi furono coloro che ebbero il maggior numero di perdite nell'ordine di circa 6 000 uomini nel giro di qualche minuto e come conseguenza i canadesi vennero chiamati a prendere il loro posto nella difesa del fronte contro l'avanzata nemica. Anche se la Canadian Division resistette per più di due giorni, gran parte del terreno degli alleati era perduto e la stessa divisione perse quasi il 50% dei propri uomini, anche in questo caso attorno ai 6 000.
Per Alderson la battaglia era stata un totale fallimento: anche se le sue truppe avevano dato il massimo, egli si era trovato con una sconfitta e non era stato in grado di ottenere informazioni accurate sulla situazione per prevenire le grandi perdite occorse. Ad un certo punto egli aveva addirittura comandato 33 battaglioni per diverse miglia dal fronte senza coordinazione e creando una grande confusione tra il distante quartier generale e le trincee. Inoltre, secondo le sue previsioni, i Ross rifles si erano dimostrati poco utili in battaglia, ma al contrario gli ufficiali nominati da Alderson avevano portato a ben pochi risultati, in particolare il Brigadiere Generale Garnet Burk Hughes, figlio di Sam Hughes. Carson ad ogni modo, preferì riportare personalmente a Hughes l'incompetenza di base di Alderson e le difficoltà incontrate sul terreno piuttosto che la preparazione degli uomini.

### La controversia sui Ross rifle

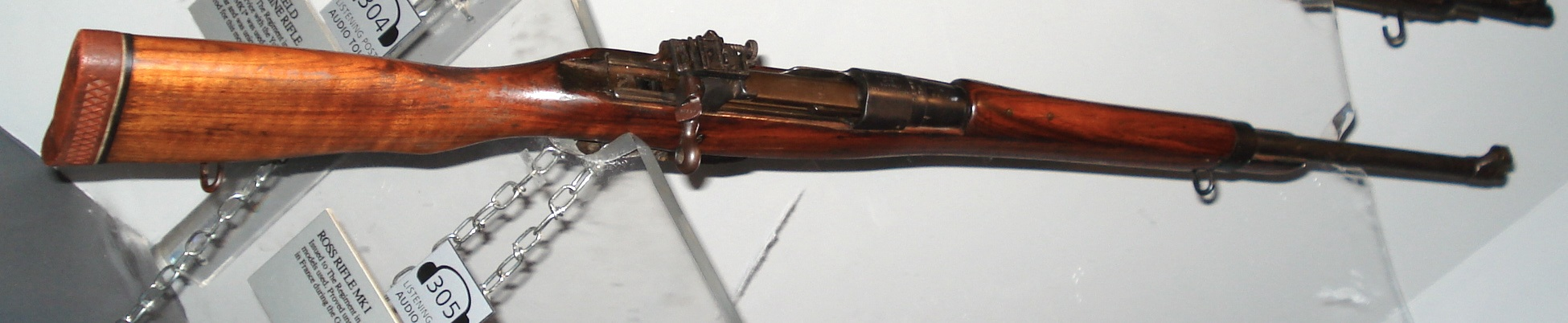
Il controverso Ross rifle

La situazione di Alderson peggiorò durante la Battaglia di Festubert del maggio del 1915, quando la Canadian Division perse 2 500 uomini. Un'altra operazione il mese successivo, la Seconda battaglia di Givenchy, portò alti 366 caduti sul campo. Nuovamente, Alderson non fu l'unico colpevole dell'andamento di queste azioni ed egli riuscì comunque a rimanere popolare presso il quartier generale dell'armata britannica, nonché presso il primo ministro Borden e presso i suoi uomini, guadagnandosi quindi la promozione al comando dell'intero Canadian Expeditionary Force quando giunse una seconda divisione sul finire del 1915. Malgrado questa popolarità, Sam Hughes continuò a opporsi ad Alderson, contrapponendogli i circoli politici, prendendo come un'offesa il rifiuto di Alderson di accettare le promozioni proposte da Hughes o Carson, preferendo invece promuovere ufficiali britannici veterani. Il principale argomento di discussione tra i due uomini, ad ogni modo, fu l'uso dei Ross rifle.

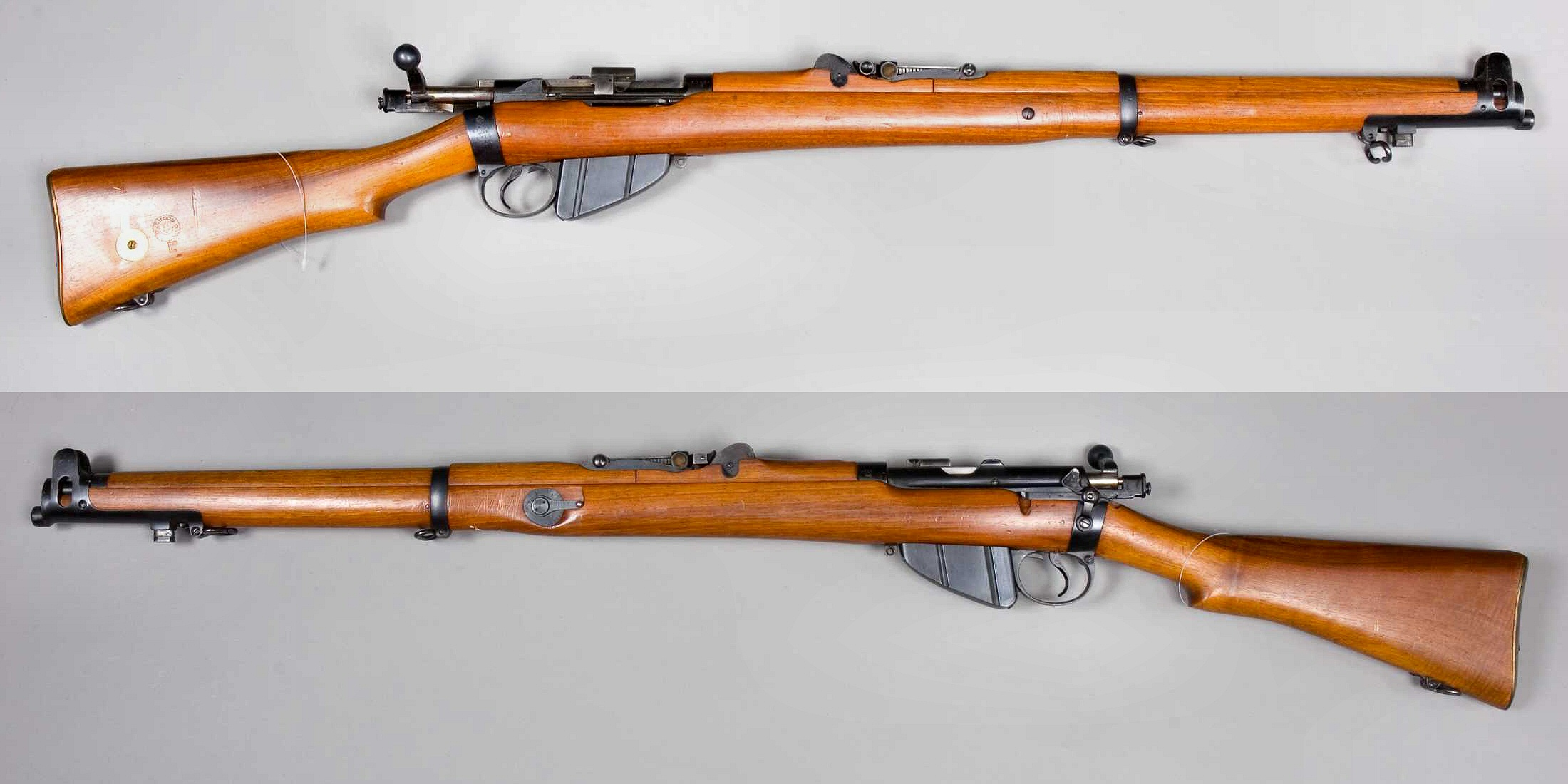
Il fucile standard inglese, il Lee-Enfield

Dall'inizio del 1916 era divenuto ormai chiaro per tutte le truppe in servizio sul frponte che il Ross come fucile era inutile nelle condizioni particolari delle trincee e la sua incompatibilità con il Lee Enfield rifle usato dagli inglesi portò le truppe canadesi a dover ricaricare in continuazione perdendo tempo prezioso. Hughes ad ogni modo aveva investito molto capitale politico nella costruzione di quell'arma e si rifiutava di cedere all'uso dell'alternativa britannica. Il confronto raggiunse l'apice quando Alderson, da poco nominato Cavaliere Commendatore dell'Ordine del Bagno, fece circolare un documento nel quale venivano elencate le problematiche legate all'uso del Ross e si calcola che l'85% dei soldati canadesi smise di usarlo. Hughes era furioso per la trovata di Alderson ed inviò una serie di lettere a 281 tra i principali generali dell'esercito britannico chiedendo il ritorno del Ross, adducendo il cattivo servizio e la scarsa conoscenza di Alderson. Alderson rispose a questo attacco chiedendo a tutti i comandanti a lui subordinati di preparare dei rapporti sull'efficienza del fucile Ross. Carson inviò una copia di questo ordine a Hughes aggiungendovi anche una nota "le azioni nei confronti di Alderson sono state rimandate troppo a lungo".
Il generale Richard Turner, amico di Carson, aveva provvisto questo documento per il colonnello ed aveva le sue ragioni per voler infierire su Alderson, soprattutto dopo la Battaglia di St-Eloi dell'aprile del 1916. Dopo che le truppe britanniche ebbero creato un grande cratere presso le rovine del villaggio belga di St Eloi, una brigata della divisione di Turner aveva ottenuto l'incarico di guidare il contrattacco ai tedeschi. Per via della direzione delle forze canadesi ad opera di Turner e del Brigadiere Generale Huntley Ketchen, i soldati tedeschi riuscirono a superare le difese, causando la morte di 1 400 soldati canadesi e riprendendo le posizioni degli alleati, negando il passaggio faticosamente acquisito nei giorni precedenti. Sir Herbert Plumer, il comandante della British 2nd Army che aveva ottenuto la responsabilità completa del fronte, domandò le immediate dimissioni di Ketchen e quando Turner minacciò di dimettersi in caso di abbandono del suo posto da parte di Ketchen, Alderson vide positivamente queste dimissioni. Entrambi gli ufficiali supportavano Sam Hughes, ed era ormai chiaro che se il comandante in capo fosse stato nominato nella persona di Sir Douglas Haig Turner non avrebbe potuto rimanere a lungo nel corpo.
La soluzione di Haig a questa crisi diplomatica suonò come un compromesso. Alderson venne trasferito all'incarico nominale di Ispettore Generale delle forze canadesi ed il prominente Sir Julian Byng lo rimpiazzò al comando del Canadian Expeditionary Force, supportato da Sir Arthur Currie, che era succeduto ad Alderson al comando della 1st Canadian Division. In cambio, Haig dovette ammettere l'inutilità del fiucile Ross sul campo e tutte le truppe canadesi ripresero il Lee Enfields in preparazione alla Battaglia della Somme. Nel settembre del 1916, Alderson divenne Ispettore di Fanteria dell'esercito britannico, posizione che mantenne sino al 1920, quando si ritirò dal servizio attivo all'età di 61 anni.

### Il ritiro
Alderson dopo il suo ritiro dall'esercito divenne Colonnello comandante del Royal West Kent Regiment e continuò il suo interesse per la caccia e per lo yachting con fervore, divenendo membro del South Shropshire Hunt e del Royal Norfolk and Suffolk Yacht Club. Morì nel dicembre del 1927 a causa di un improvviso attacco cardiaco e venne sepolto a Chesterton, nell'Oxfordshire. Sua moglie, sopravvissutagli, riordinò in seguito le sue carte e le inviò alla British Library ed al National Archives of Zimbabwe perché divenissero patrimonio nazionale.
Alderson durante il pensionamento si espresse duramente sugli altri ufficiali che lo avevano sempre criticando, confidando ad un amico che "i politici canadesi sono troppo forti per tutti noi". Ad ogni modo egli fu un comandante molto noto e ricordato anche dal The Times nella sua morte come "un inglese del miglior tipo" e "l'affezione che ha ispirato in tutti quelli che l'hanno conosciuto è stata grande". Il Dictionary of Canadian Biography lo definisce "Un uomo decente, onorevole e senza castelli in aria, che pose maggior interesse nei soldati canadesi piuttosto che nei loro ministri".
L'opera The Donkeys di Alan Clark, che descrive dettagliatamente le incompetenze dell'esercito britannico nel 1915, contiene una fotografia di Alderson che decora un soldato canadese, ponendo in nota "L'asino che decora il leone".

## Opere
- With the Mounted Infantry and the Mashonaland Field Force, 1896, 1898
- The Counter-attack, 1898
- Pink and Scarlet or Hunting as a School for Soldiering William Heinemann, 1900
- Lessons from 100 notes made in peace and war, 1908